# قطلو
قطلو، روستایی است از توابع بخش مرکزی شهرستان ارومیه استان آذربایجان غربی ایران.

## جمعیت
این روستا در دهستان باراندوزچای شمالی قرار داشته و بر اساس سرشماری سال ۱۳۸۵ جمعیّت آن ۷۱۶ نفر (۱۹۵ خانوار)
بوده‌است. در حال حاضر جمعیت روستا بالغ بر ۹۰۰ نفر می‌باشد و زبان اهالی زبان ترکی آذربایجانی با لهجه ارومیه می‌باشد. مردم روستای قطلو شیعه مذهب می‌باشند و به شغل‌های کشاورزی و دامداری مشغول می‌باشند. قطلو دارای امکانات متعددی از قبیل گاز، آب، برق، تلفن، خانه بهداشت، راه آسفالته و طرح هادی می‌باشد و فاصله آن تا مرکز استان تنها پنج کیلومتر و در ارتفاع ۱۳۰۸ متری جنوب شهر ارومیه واقع شده‌است.

## نامگذاری
قوتلو (Qutlu) در ترکی به معنی مبارک می باشد.